# Jagdstaffel 46
La Jagdstaffel 46 (in tedesco: Königlich Preußische Jagdstaffel Nr 46, abbreviato in Jasta 46) era una squadriglia (staffel) da caccia della componente aerea del Deutsches Heer, l'esercito dell'Impero tedesco, durante la prima guerra mondiale (1914-1918).

## Storia
La Jagdstaffel 46 venne fondata l'11 dicembre 1917 presso il Flieger-Abteilung (dipartimento di aviazione) di Graudenz, nell'allora Regno di Prussia. La squadriglia venne mobilizzata il giorno di Natale del 1916 e quattro giorni dopo divenne parte del Jagdgruppe Nord insieme alla Jagdstaffel 18 e alla Jagdstaffel 57 e posta a supporto della 6ª Armata. La squadriglia ottenne la prima vittoria aerea il 12 febbraio 1918 e ha perso il primo pilota il 21 febbraio del 1918.
Nel marzo del 1918, l'unità venne incorporata nel Jagdgruppe 2 dove rimase fino alla fine della guerra .
Il Leutnant Otto Creutzmann fu l'ultimo Staffelführer (comandante) della Jagdstaffel 46 dal giugno 1918 fino alla fine della guerra.
Alla fine della prima guerra mondiale, alla Jagdstaffel 46 vennero accreditate 50 vittorie aeree di cui 20 per l'abbattimento di palloni di osservazione. Di contro, la squadriglia perse 10 piloti, un pilota rimase ucciso in incidente di volo ed uno fu ferito in azione.

## Lista dei comandanti della Jagdstaffel 46
Di seguito vengono riportati i nomi dei piloti che si succedettero al comando della Jagdstaffel 46.
| Grado    | Nome            | Periodo                           |
| -------- | --------------- | --------------------------------- |
| Leutnant | Rudolf Matthaei | 25 dicembre 1917 - 17 aprile 1918 |
| Leutnant | Josef Loeser    | 23 aprile 1918 - 3 giugno 1918    |
| Leutnant | Otto Creutzmann | 5 giugno 1918 - 11 novembre 1918  |

## Lista delle basi utilizzate dalla Jagdstaffel 46
- Graudenz: 11 dicembre 1917 – 29 dicembre 1917
- Ascq, Lilla, Francia: 29 dicembre 1917 – 12 marzo 1918
- Bévillers, Francia: 12 marzo 1918 – 23 marzo 1918
- Liéramont, Francia: 23 marzo 1918 – 31 luglio 1918
- Moislains, Francia: 31 luglio 1918 – ottobre 1918
- Villers-Sire-Nicole, Francia: ottobre 1918 – 11 novembre 1918

## Lista degli assi che hanno prestato servizio nella Jagdstaffel 46
Di seguito vengono elencati i nomi dei piloti che hanno prestato servizio nella Jagdstaffel 46 con il numero di vittorie conseguite durante il servizio nella squadriglia e riportando tra parentesi il numero di vittorie aeree totali conseguite.
| Asso                | Vittorie |
| ------------------- | -------- |
| Oskar Hennrich      | 20       |
| Robert Heibert      | 12 (13)  |
| Helmut Steinbrecher | 5        |
| Otto Creutzmann     | 3 (8)    |
| Rudolf Matthaei     | 1 (10)   |

## Lista degli aerei utilizzati dalla Jagdstaffel 46
- Albatros D.V
- Pfalz D.III
- Fokker D.VII
- Albatros D.III